# Parlamentswahl auf den Bahamas 1977
Die Parlamentswahl auf den Bahamas 1977 fand am 19. Juli 1977 statt.

## Hintergrund
Die Wahlen von 1977 waren die ersten seit der Unabhängigkeit im Jahr 1973. Vier Parteien bewarben sich um die Sitze im House of Assembly: die regierende Progressive Liberal Party (PLP) unter der Führung von Premierminister Lynden Pindling, die Bahamas Democratic Party (BDP), die Free National Movement (FNM) und die neu gegründete Vanguard Socialist Party. Es bewarben sich ebenfalls zwölf unabhängige Kandidaten. Zentrale Themen des sechswöchigen Wahlkampfs waren wirtschaftliche Fragen, insbesondere die Arbeitslosigkeit und die Korruption im öffentlichen Leben. Der Premierminister behauptete, dass seine Partei am besten geeignet sei, das Land nach zehn Jahren im Amt zu führen.

## Wahlergebnis
Die PLP besiegte die gespaltene Opposition und erhöhte damit die Zahl ihrer Mandate im Parlament. Lynden Pindling bildete am 29. Juli ein neues, leicht vergrößertes Kabinett.
| Partei                          | Sitze |
| ------------------------------- | ----- |
| Progressive Liberal Party (PLP) | 30    |
| Bahamas Democratic Party (BDP)  | 6     |
| Free National Movement (FNM)    | 2     |